# Lars Frölander

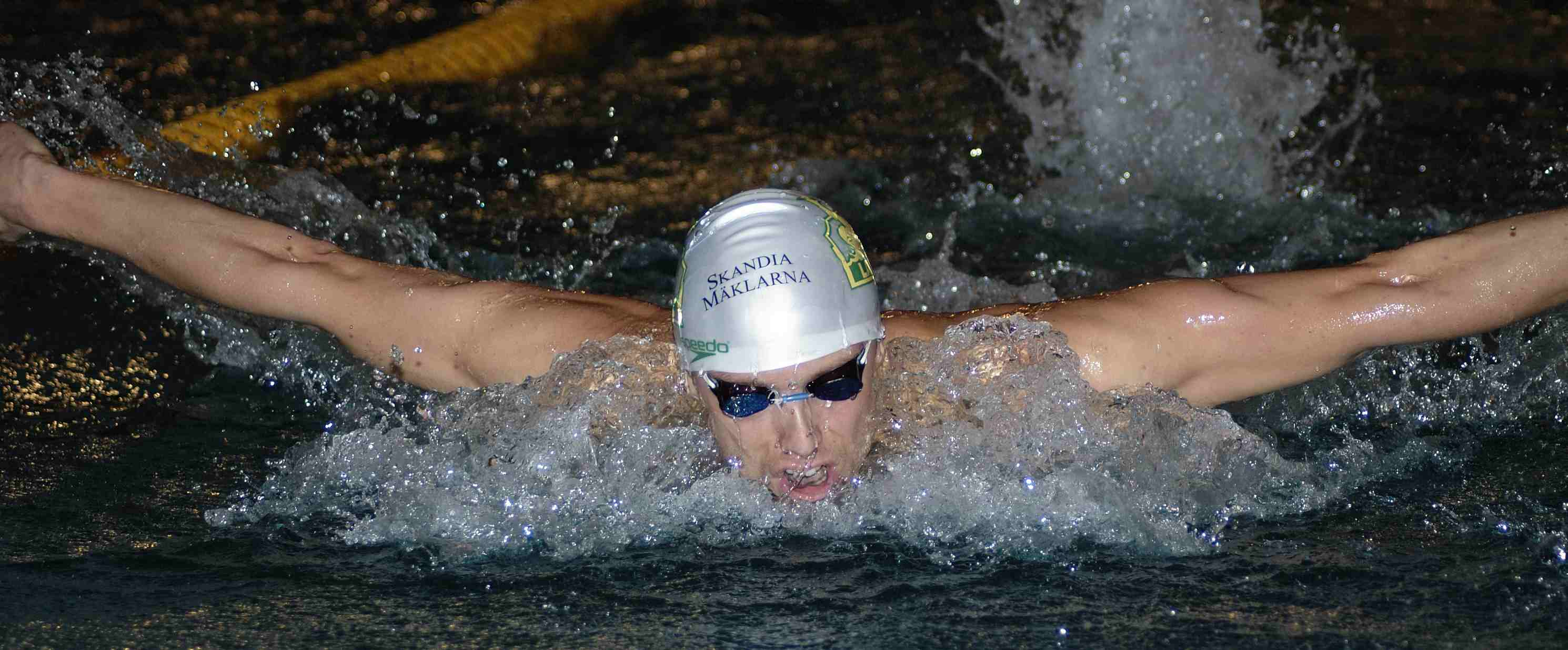
Lars Frölander

Lars Arne Frölander (Borlänge, 25 mei 1974) is een Zweeds zwemmer.
Hij nam als zwemmer deel aan vijf Olympische Spelen: Barcelona, Atlanta, Sydney, Athene en Beijing. Bij dat toernooi in Sydney behaalde de sprinter uit Zweden, een specialist op de vlinder- en de vrije slag, zijn grootste succes: Frölander won de olympische titel op de 100 meter vlinderslag, nadat hij in Barcelona al op achttienjarige leeftijd een zilveren medaille had veroverd als lid van de Zweedse estafetteploeg op de 4×200 meter vrije slag. De pupil van trainer-coach Hans Bergquist vestigde gedurende zijn internationale loopbaan meerdere wereld- en Europese records op de kortebaan (25 meter).

## Internationale erelijst

### 1990
Europese Jeugdkampioenschappen langebaan (50 meter) in Duinkerke:
- Achttiende op de 100 meter vrije slag 53,61
- Achttiende op de 200 meter vrije slag 1.57,12
- Zevende op de 4×100 meter vrije slag 52,41 (tweede zwemmer)
- Negende op de 4×200 meter vrije slag 1.57,53 (startzwemmer)
- Tiende op de 4×100 meter wisselslag 52,39 (vrije slag)

### 1991
Europese kampioenschappen langebaan (50 meter) in Athene:
- Negende op de 4×200 meter vrije slag 1.53,52 (derde zwemmer)

Europese Jeugdkampioenschappen langebaan (50 meter) in Antwerpen:
- Zevende op de 100 meter vrije slag 52,21
- Zesde op de 200 meter vrije slag 1.54,33
- Derde op de 4×100 meter vrije slag 51,38 (slotzwemmer)
- Vierde op de 4×200 meter vrije slag 1.52,81 (tweede zwemmer)
- Vierde op de 4×100 meter wisselslag 56,43 (vlinderslag)

### 1992
Olympische Spelen (langebaan) in Barcelona:
- Tweede op de 4×200 meter vrije slag 1.50,31 (slotzwemmer)

### 1993
Europese kampioenschappen langebaan (50 meter) in Sheffield:
- Tweede op de 4×100 vrije slag 50,09 (derde zwemmer)
- Gediskwalificeerd op de 4×200 vrije slag 1.49,74 (derde zwemmer)
- Gediskwalificeerd op de 4×100 wisselslag 54,21 (vlinderslag)

Wereldkampioenschappen kortebaan (25 meter) in Palma de Mallorca:
- Vijfde op de 100 meter vlinderslag 53,03
- Eerste op de 4×200 meter vrije slag 1.47,31 (derde zwemmer)

### 1994
Wereldkampioenschappen langebaan (50 meter) in Rome:
- Tweede op de 100 meter vlinderslag 53,65
- Vijfde op de 4×100 meter vrije slag 49,75 (derde zwemmer)
- Eerste op de 4×200 meter vrije slag 1.49,72 (derde zwemmer)

### 1995
Europese kampioenschappen langebaan (50 meter) in Wenen:
- Zevende op de 100 meter vlinderslag 53,89
- Derde op de 4×100 meter vrije slag 50,16 (startzwemmer)
- Tweede op de 4×200 meter vrije slag 1.51,58 (derde zwemmer)

### 1996
Olympische Spelen (langebaan) in Atlanta:
- Uitgeschakeld op de 100 meter vrije slag 49,91
- Negentiende op de 100 meter vlinderslag 54,37
- Zevende op de 4×100 meter vrije slag 50,01 (startzwemmer)
- Tweede op de 4×200 meter vrije slag 1.48,98 (derde zwemmer)

### 1997
Europese kampioenschappen kortebaan (25 meter) in Göteborg:
- Eerste op de 100 meter vlinderslag 51,95
- Vierde op de 100 meter vrije slag 48,12
- Tweede op de 4×100 meter vrije slag 47,22
- Tweede op de 4×200 meter vrije slag 1.44,09
- Vijfde op de 4×100 meter wisselslag 51,47 (vlinderslag)

Europese kampioenschappen langebaan (50 meter) in Sevilla:
- Tweede op de 100 meter vrije slag 49,51
- Vijfde op de 200 meter vrije slag 1.50,03
- Eerste op de 100 meter vlinderslag 52,85
- Vijfde op de 4×100 meter vrije slag 49,65 (startzwemmer)
- Gediskwalificeerd op de 4×200 meter vrije slag 1.48,87 (derde zwemmer)

### 1998
Wereldkampioenschappen langebaan (50 meter) in Perth:
- Derde op de 100 meter vrije slag 49,53
- Tweede op de 100 meter vlinderslag 52,79
- Gediskwalificeerd op de 4×100 meter vrije slag -----

Europese kampioenschappen kortebaan (25 meter) in Sheffield:
- Eerste op de 100 meter vrije slag 47,54
- Derde op de 50 meter vlinderslag 23,48
- Tweede op de 100 meter vlinderslag 51,11
- Vierde op de 4×50 meter vrije slag 21,82 (startzwemmer)
- Eerste op de 4×50 meter wisselslag 21,02 (vrije slag)

### 1999
Wereldkampioenschappen kortebaan (25 meter) in Hongkong:
- Eerste op de 100 meter vrije slag 47,05
- Eerste op de 100 meter vlinderslag 51,45
- Derde op de 4×100 meter vrije slag 46,65 (tweede zwemmer)
- Tweede op de 4×100 meter wisselslag 45,80 (vrije slag)

Europese kampioenschappen langebaan (50 meter) in Istanboel:
- Derde op de 100 meter vrije slag 49,40
- Derde op de 50 meter vlinderslag 24,39
- Eerste op de 100 meter vlinderslag 52,61
- Vijfde op de 4×100 meter vrije slag 48,70 (tweede zwemmer)
- Derde op de 4×100 meter wisselslag 48,32 (vrije slag)

Europese kampioenschappen kortebaan (25 meter) in Lissabon:
- Tweede op de 100 meter vrije slag 47,86
- Eerste op de 50 meter vlinderslag 23,35
- Eerste op de 100 meter vlinderslag 51,19
- Eerste op de 4×50 meter vrije slag 21,05 (tweede zwemmer)
- Eerste op de 4×50 meter wisselslag 22,88 (vlinderslag)

### 2000
Wereldkampioenschappen kortebaan (25 meter) in Athene:
- Eerste op de 100 meter vrije slag 46,80
- Eerste op de 100 meter vlinderslag 50,44
- Eerste op de 4×100 meter vrije slag 45,69 (tweede zwemmer)

Europese kampioenschappen langebaan (50 meter) in Helsinki:
- Tiende op de 50 meter vrije slag 22,80
- Derde op de 100 meter vrije slag 49,24
- Tweede op de 50 meter vlinderslag 23,96
- Eerste op de 100 meter vlinderslag 52,23
- Tweede op de 4×100 meter wisselslag 51,75 (vlinderslag)

Olympische Spelen (langebaan) in Sydney:
- Zesde op de 100 meter vrije slag 49,22
- Eerste op de 100 meter vlinderslag 52,00
- Zesde op de 4×100 meter vrije slag 48,12 (tweede zwemmer)

Europese kampioenschappen kortebaan (25 meter) in Valencia:
- Vierde in halve finale 50 meter vlinderslag 23,81
- Tweede op de 100 meter vlinderslag 51,76
- Eerste op de 4×50 meter vrije slag 21,57 (derde zwemmer)
- Gediskwalificeerd op de 4×50 meter wisselslag 22.83 (vlinderslag)

### 2001
Wereldkampioenschappen langebaan (50 meter) in Fukuoka:
- Derde op de 100 meter vrije slag 48,79
- Tweede op de 50 meter vlinderslag 23,57
- Eerste op de 100 meter vlinderslag 52,10
- Vierde op de 4×100 meter vrije slag 48,31 (tweede zwemmer)
- Negende op de 4×100 meter wisselslag 52,21 (vlinderslag)

### 2002
Wereldkampioenschappen kortebaan (25 meter) in Moskou:
- Zevende op de 50 meter vlinderslag 23,97
- Vijfde op de 100 meter vlinderslag 51,61
- Tweede op de 4×100 meter vrije slag 47,48 (derde zwemmer)
- Vijfde op de 4×100 meter wisselslag 51,13 (vlinderslag)

Europese kampioenschappen langebaan (50 meter) in Berlijn:
- Vijfde op de 100 meter vrije slag 49,34
- Derde op de 50 meter vlinderslag 23,85
- Vijfde op de 100 meter vlinderslag 52,59
- Tweede op de 4×100 meter vrije slag 48,62 (derde zwemmer)
- Zesde op de 4×100 meter wisselslag 52,12 (vlinderslag)

### 2003
Wereldkampioenschappen langebaan (50 meter) in Barcelona:
- Twintigste op de 100 meter vrije slag 50,14
- Tiende op de 50 meter vlinderslag 23,98
- Achttiende op de 100 meter vlinderslag 53,74

### 2005
Europese kampioenschappen kortebaan (25 meter) in Triëst:
- Eerste op de 50 meter vlinderslag 23,08

1968: Doug Russell ·
1972: Mark Spitz ·
1976: Matt Vogel ·
1980: Pär Arvidsson ·
1984: Michael Groß ·
1988: Anthony Nesty ·
1992: Pablo Morales ·
1996: Denis Pankratov ·
2000: Lars Frölander ·
2004: Michael Phelps ·
2008: Michael Phelps ·
2012: Michael Phelps ·
2016: Joseph Schooling ·
2020: Caeleb Dressel ·
2024: Kristóf Milák